# Улица Свободы (Архангельск)
Улица Свободы — улица в историческом центре Архангельска, проходит от Набережной Северной Двины до проспекта Советских Космонавтов. Протяжённость улицы около километра.

## История

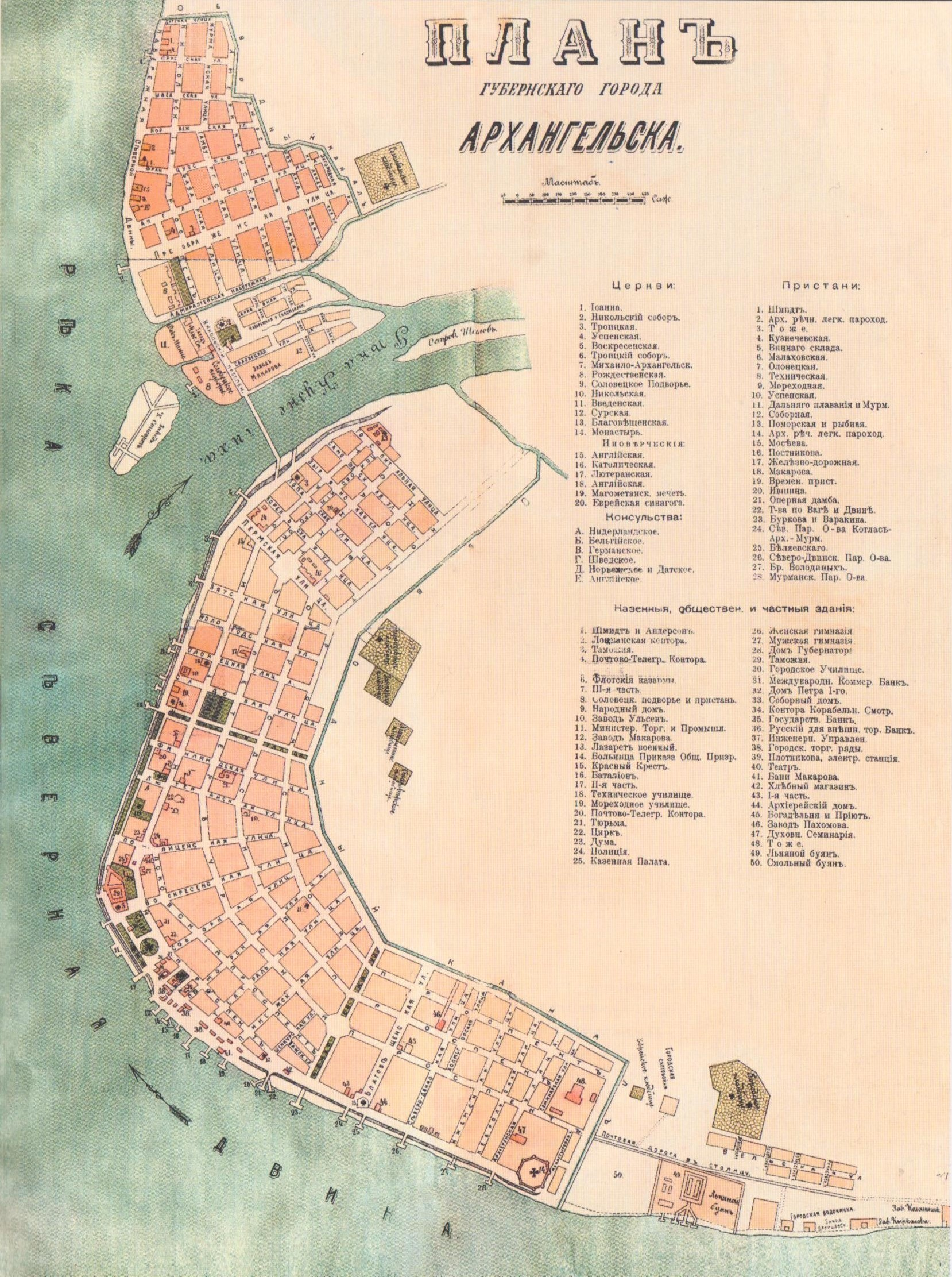
Карта Архангельска 1890 года

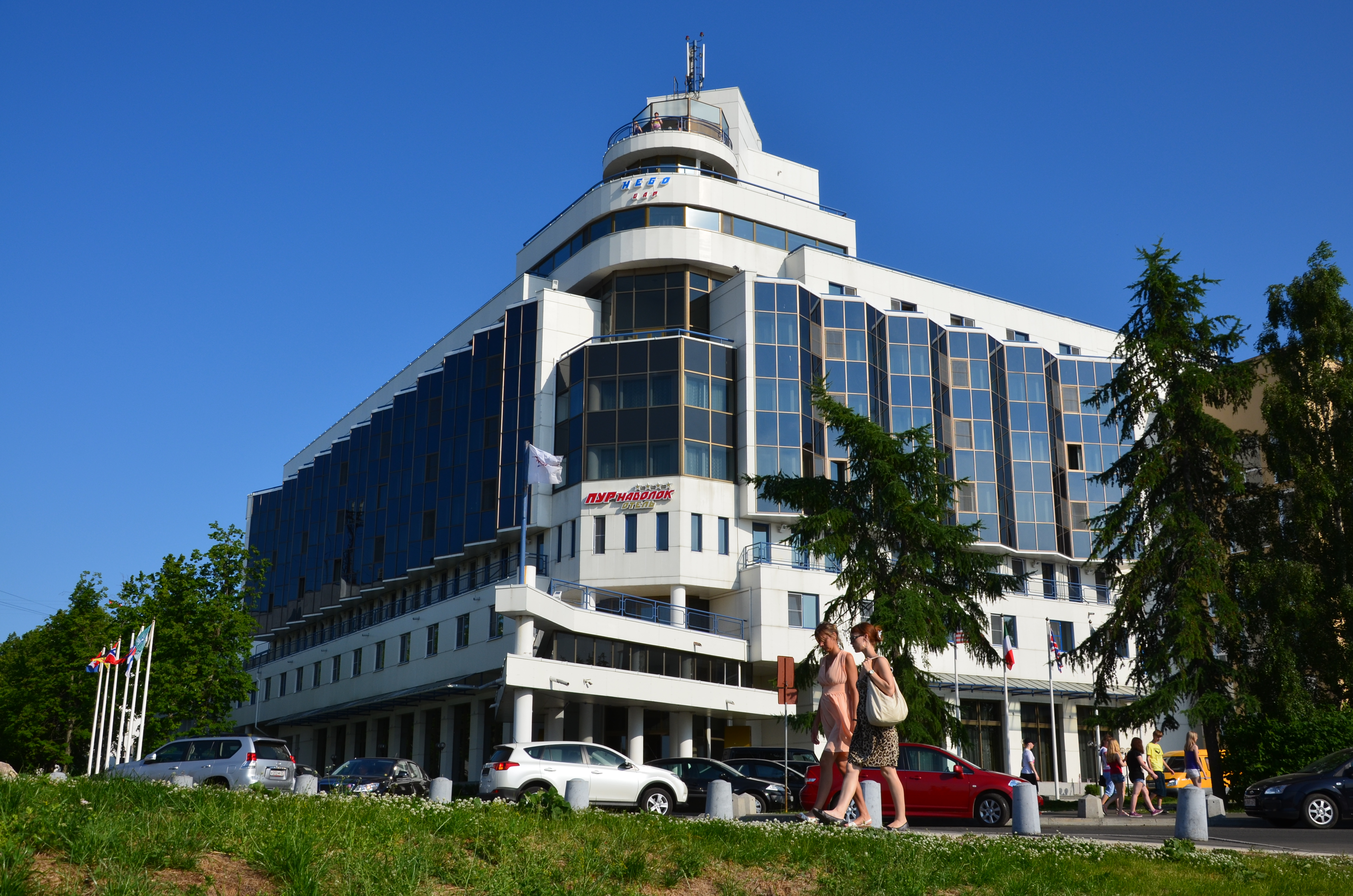
Гостиница Пур-Наволок

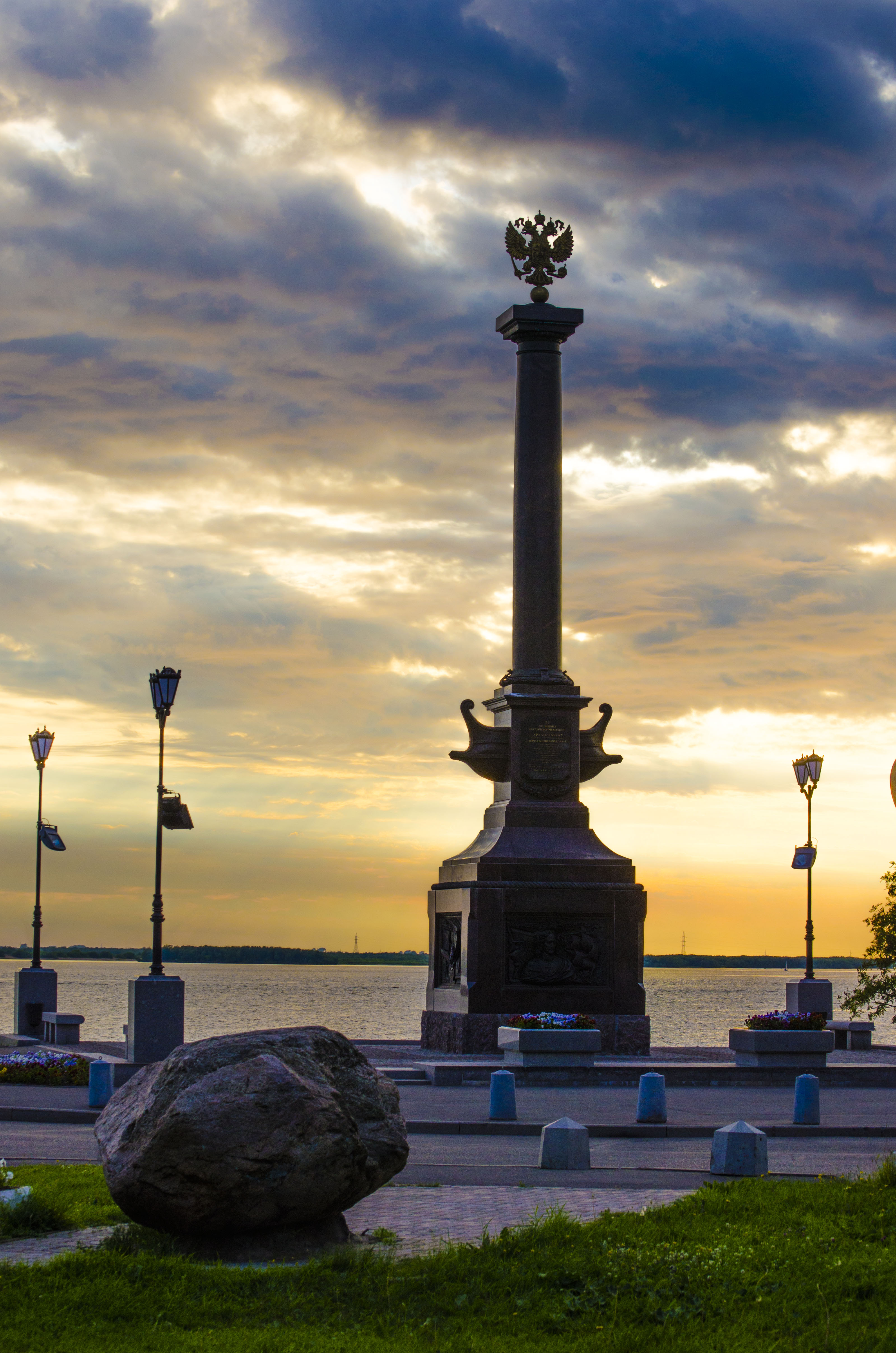
Стела «Город воинской славы»

Исторические названия — Менсендековская, затем — Полицейская.
Современное название получила вскоре после февральской революции, в марте 1917 года. Первыми были предложены варианты дать улице название Революции или Ломоносовская (памятник Ломоносову и Ломоносовская площадь находились у пересечения улицы с Троицким проспектом), но у городской думы они поддержки не получили. Название Свободы было введено явочным порядком решением исполкома Архангельского Совета рабочих и солдатских депутатов.
Название Менсендековская носила по имени местного домовладельца, обрусевшего голландца Антона Менсендейка, его дом находился в начале улицы. Здание полицейского управления находилось на перекрестке улицы с Троицким проспектом. Напротив через проспект располагалась городская дума, здание для которой было построено в 1861 году, в 1930-е годы здание было перестроено с увеличением этажности для Медицинского института. Одной из достопримечательностей улицы была пожарная каланча на перекрёстке с Троицким проспектом, в конце 1970-х — начале 1980-х разобранная.
У выхода улицы к Троицкому проспекту в 1828 году было запланирована установка памятника Ломоносову. После его сооружения местность получила название Ломоносовский луг, а с 1854 года — Ломоносовская площадь. Площадь стала одним из центров города : здесь находились административные здания присутственных мест, дом губернатора, гостиный двор. В 1930-е годы на старая застройка площади была снесена и на её месте возведён государственный банк, памятник Ломоносову перенесли на новое место и установили перед фронтоном Северного Арктического федерального университета. При следующей перестройке во время обустройства новой главной площади города — Площади Ленина — здание государственного банка было снесено.
В 1923 году эта улица первой в городе была заасфальтирована.
31 августа 2011 года у выхода улицы к набережной Северной Двины открыта стела «Архангельск — Город воинской славы».

## Достопримечательности
Стела «Архангельск — город воинской славы»
д. 22-24 — Комплекс домов специалистов Севгосморпароходства (снесён)
д. 55 — Городская усадьба М. З. Ишмемятова
д. 57 — Усадьба А. И. Пятлина
д. 57, корп. 1 — Флигель к усадьбе А. И. Пятлина

## Галерея

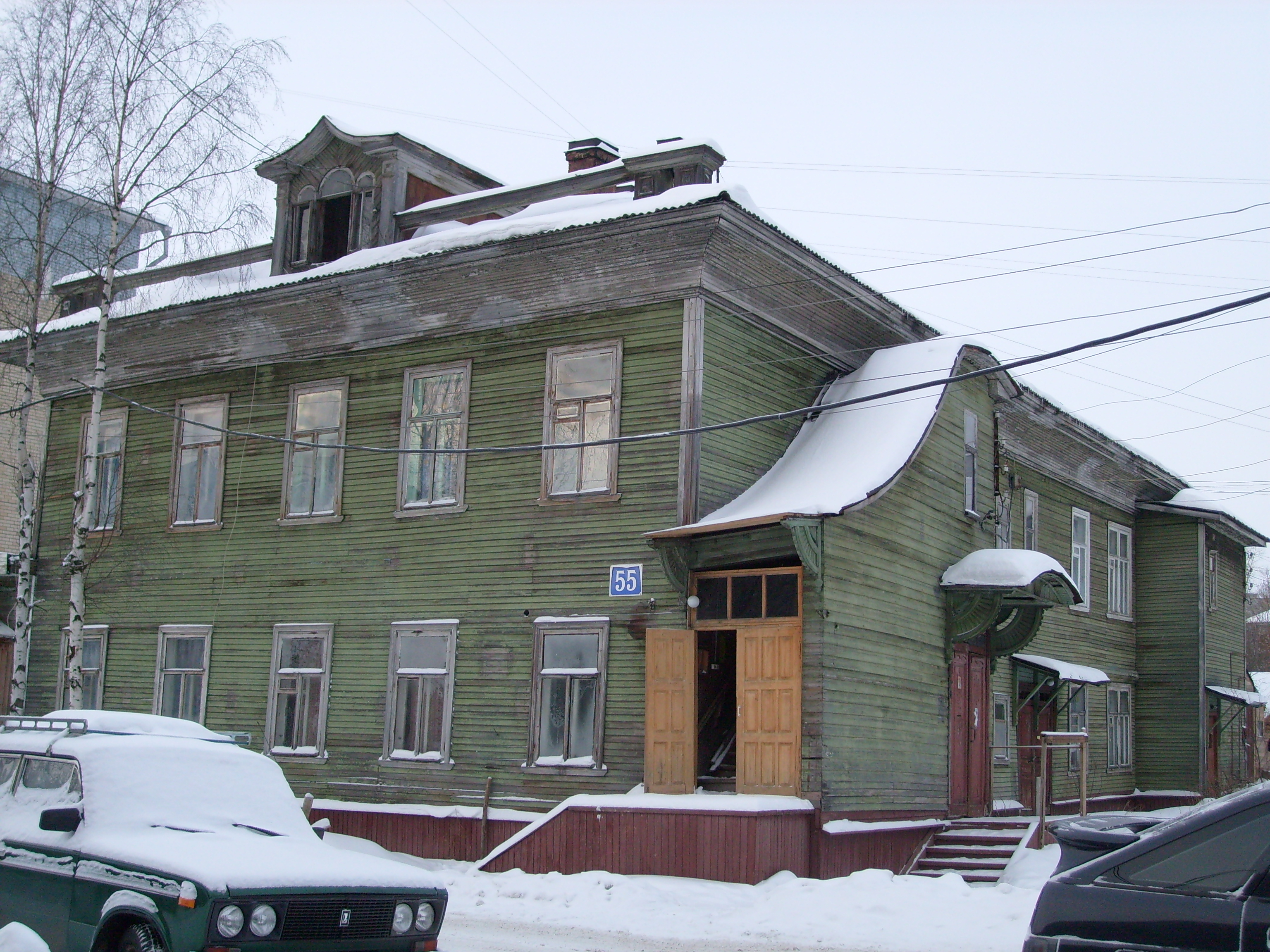
Городская усадьба М. З. Ишмемятова
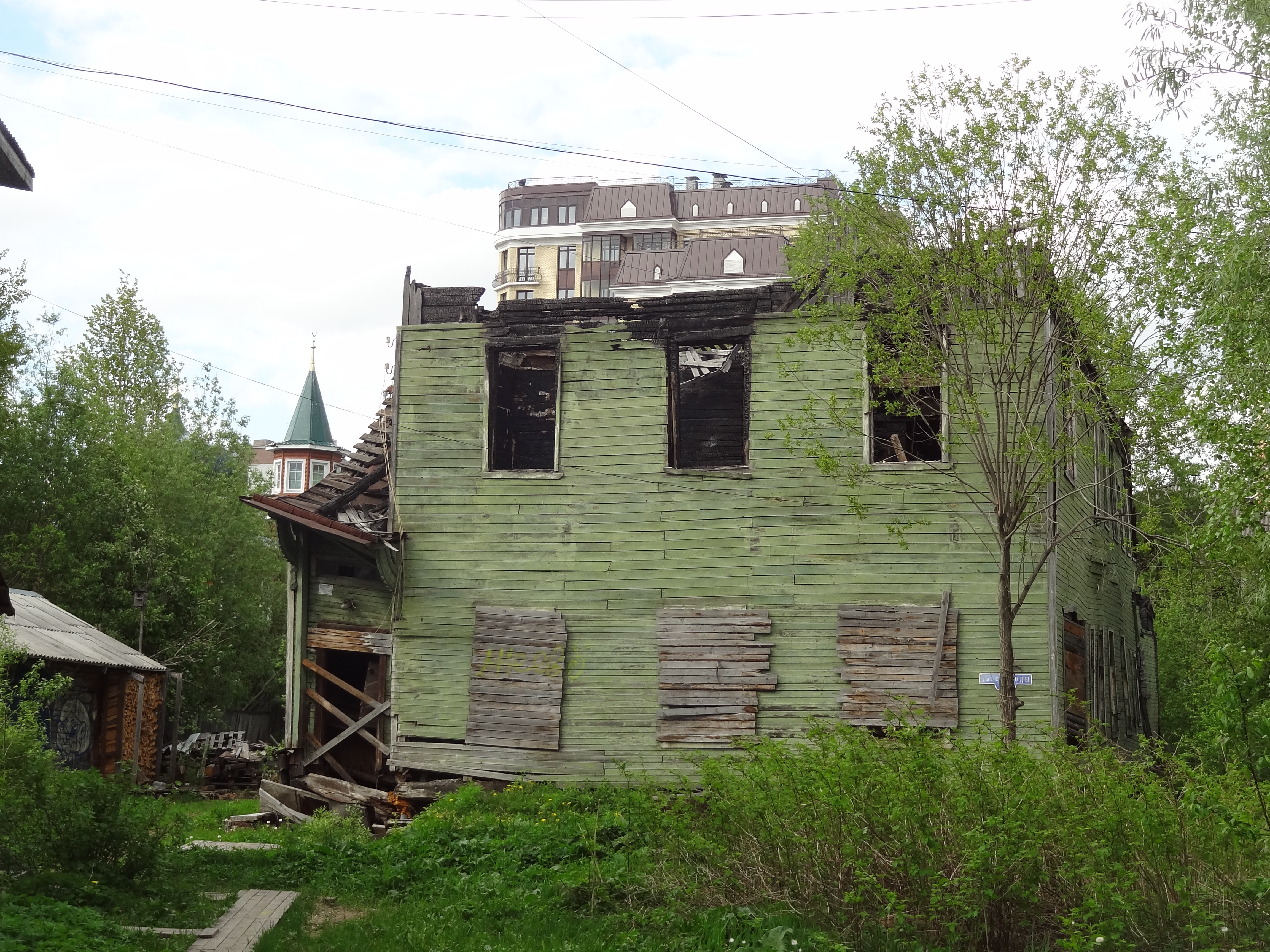
Флигель усадьбы М.З. Ишмемятова
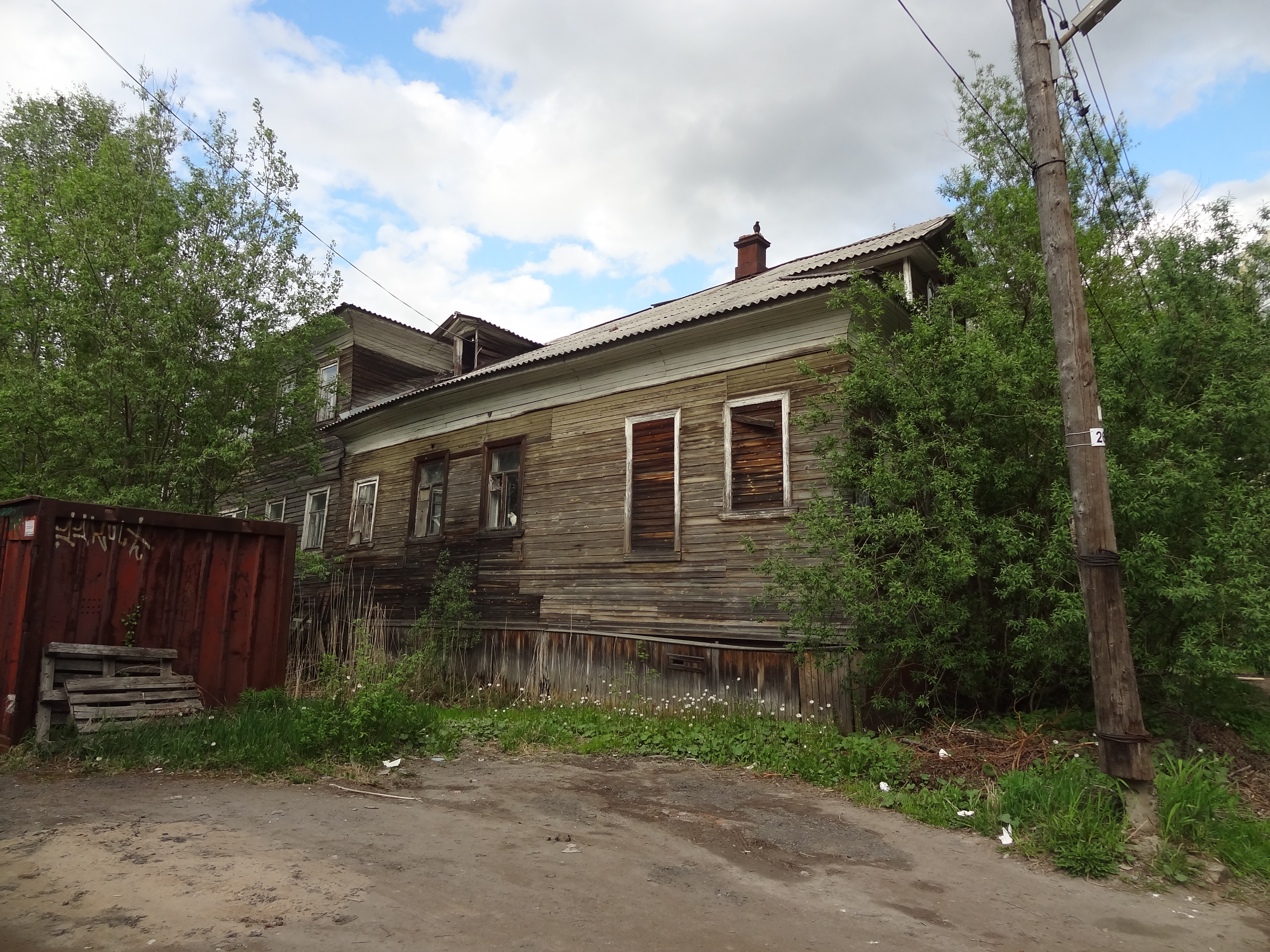
Усадьба А.И. Пятлина, главный дом

## Известные жители
Владимир Меньшов (1947—1950)